# Straßenlauf-Länderkampf der Männer 1957 BR Deutschland – Österreich – Schweiz
| 2. Leichtathletik-Länderkampf mit bundesdeutscher Beteiligung 1957      | 2. Leichtathletik-Länderkampf mit bundesdeutscher Beteiligung 1957 |                              |
| ----------------------------------------------------------------------- | ------------------------------------------------------------------ | ---------------------------- |
|                                                                         |                                                                    |                              |
| Straßenlauf-Vergleich der Männer: BR Deutschland – Österreich – Schweiz |                                                                    |                              |
| Austragungsort                                                          | Bochum-Dahlhausen                                                  |                              |
| Wettbewerbe                                                             | 1                                                                  |                              |
| Datum                                                                   | 2. Juni                                                            |                              |
| 1. FRG 2. SUI 3. AUT                                                    | 5:25:43,2 h 5:54:02,0 h 6:02:13,6 h                                |                              |
| Chronik                                                                 |                                                                    |                              |
| ← ESP-FRG (M)                                                           | NLD-FRG-SWE/00 NLD-FRG (F) →                                       | NLD-FRG-SWE/00 NLD-FRG (F) → |

Der zweite Vergleich des Länderkampfjahres 1957 war ein Straßenlauf der Männer gegen Österreich und die Schweiz, eine Begegnung die schon Tradition hatte und zum fünften Mal stattfand. Sie wurde eine Woche nach dem Länderkampf gegen Spanien am 2. Juni in Bochum-Dahlhausen ausgetragen.

## Wettbewerbe und Modus
Auf dem Programm stand wieder ein Rennen über dreißig Kilometer. In die Wertung kamen die jeweils drei besten Läufer von vier Startern je Nation. Das Resultat ergab sich durch Addition der durch die gewerteten Athleten erzielten Zeiten.

## Ergebnis
Die bundesdeutschen Läufer dominierten den Wettkampf sehr deutlich. Sie belegten die Ränge eins, zwei und vier, dazu noch Platz sechs, womit sie am Ende einen Vorsprung von mehr als achtzehn Minuten vor den zweitplatzierten Schweizern hatten. Etwas mehr als weitere acht Minuten zurück belegte Österreich den dritten Rang.

## Legende
Kurze Übersicht zur Bedeutung der Symbolik – so üblicherweise auch in sonstigen Veröffentlichungen verwendet:
| DNF | nicht im Ziel (did not finish) |

## Resultate

### 30 km Straßenlauf
| Platz | Athlet         | Land | Zeit (h)   |
| ----- | -------------- | ---- | ---------- |
| 01    | Gustav Disse   | FRG  | 1:45:32,2  |
| 02    | Fritz Schöning | FRG  | 1:49:16,8  |
| 03    | Arthur Wittwer | SUI  | 1:50:09,6  |
| 04    | Hermann Brecht | FRG  | 1:50:54,2  |
| 05    | Adolf Gruber   | AUT  | 1:52:59,0  |
| 06    | Werner Schnepp | FRG  | 1:55:23,6  |
| 07    | Walter Glauser | SUI  | 2:01:17,4  |
| 08    | Ludwig Jahn    | AUT  | 2:01:33,6  |
| 09    | Jules Zehnder  | SUI  | 2:02:37,6  |
| 10    | Helmut Lechner | AUT  | 2:07:41,0  |
| DNF   | Hans Rüdisühli | SUI  | nach 14 km |
| DNF   | Kurt Rötzer    | AUT  | nach 24 km |